# Atalanta Bergamasca Calcio 2023-2024
Questa voce raccoglie le informazioni riguardanti l'Atalanta Bergamasca Calcio nelle competizioni ufficiali della stagione 2023-2024.

## Stagione
La stagione 2023-2024 si rivela una delle migliori della storia dei bergamaschi: la squadra nerazzurra termina al quarto posto, e ottiene risultati positivi anche nelle altre competizioni. Raggiunge la finale di Coppa Italia, ma perde contro la Juventus dopo aver eliminato il Sassuolo agli ottavi, il Milan ai quarti e la Fiorentina in semifinale. In Europa League, l'Atalanta viene sorteggiata nel girone D, che vince con 14 punti, frutto di quattro vittorie e due pareggi, passando immediatamente agli ottavi di finale, dove elimina lo Sporting Lisbona, avversario affrontato nel girone. Da quel momento in poi, la squadra italiana sorprende in modo molto positivo: ai quarti di finale, l'Atalanta si trova di fronte il Liverpool, favorito alla vittoria finale, ma lo elimina a sorpresa vincendo per 0-3 ad Anfield, poi elimina anche il Marsiglia in semifinale, pareggiando per 1-1 in Francia e vincendo in casa per 3-0, giungendo per la prima volta nella sua storia in una finale europea. In finale, i nerazzurri affrontano il Bayer Leverkusen, che aveva sconfitto la Roma in semifinale, era rimasto imbattuto fino a quel momento e aveva da poco vinto il campionato tedesco. Grazie alla tripletta di Lookman, sconfiggono i tedeschi per 3-0, chiudendo la loro serie senza sconfitte. Per l'Atalanta si tratta del primo titolo europeo, mentre il tecnico Gian Piero Gasperini diventa, all'età di 66 anni e 4 mesi, l'allenatore più anziano ad aver vinto il trofeo. La vittoria del torneo continentale, inoltre, garantisce ai bergamaschi la qualificazione in Champions League l'anno seguente.

## Divise e sponsor
Lo sponsor tecnico è per la settima stagione consecutiva Joma. L'Official Sponsor è Radici Group mentre il Back Sponsor è Gewiss. In occasione delle finali di Coppa Italia ed Europa League sulle maglie nerazzurre compare lo sponsor Paramount+.
| Casa | Trasferta | Terza divisa |

## Organigramma societario
Area direttiva
- Presidente: Antonio Percassi
- Co-Chairman: Stephen Pagliuca
- Amministratore delegato: Luca Percassi
- Consiglieri: Joseph Case Pagliuca, Luca Bassi, David Benjamin Gross-Loh, Mario Volpi
- Collegio sindacale: Claudia Rossi (Presidente), Giambattista Negretti (Sindaco Effettivo), Piero Albani (Sindaco Effettivo)
- Organismo di vigilanza: Niccolò Bertolini Clerici (Presidente), Ascensionato Carnà, Roberto Gatti

Area organizzativa
- Direttore generale: Umberto Marino
- Direttore operativo: Roberto Spagnolo
- Direttore Amministrazione, Controllo e Finanza: Valentino Pasqualato
- Segretario generale: Marco Semprini
- Segretario Sportivo: Pietro Bertino Colleoni
- Team manager: Mirco Moioli
- Coordinatore Area Biglietteria-Slo: Marco Malvestiti
- Ticketing Manager: Michele Filosa
- RSPP: Massimiliano Merelli
- Responsabile Sviluppo Risorse Tecniche: Fabio Gatti

Area comunicazione e marketing
- Responsabile comunicazione: Elisa Persico
- Responsabile Comunicazione Sportiva: Andrea Anselmi
- Responsabile Ufficio Stampa: Andrea Lazzaroni
- Direttore Marketing e Commerciale: Romano Zanforlin

Area tecnica
- Direttore Sportivo: Tony D'Amico
- Collaboratore Area Tecnica: Gabriele Zamagna
- Allenatore: Gian Piero Gasperini
- Allenatore in seconda: Tullio Gritti
- Collaboratore tecnici: Mauro Fumagalli, Cristian Raimondi
- Preparatori atletici: Domenico Borelli, Gabriele Boccolini, Giacomo Milesi
- Match Analysts: Luca Trucchi, Stefano Brambilla
- Preparatore dei portieri: Massimo Biffi

Area sanitaria
- Coordinatore area medica: Riccardo Del Vescovo
- Medico sociale: Carmine Stefano Poerio
- Fisioterapisti: Umberto Improta, Marcello Ginami, Omar Souaada, Francesco Palvarini
- Nutrizionista: Danilo Azara

## Rosa
Rosa e numerazione aggiornate al 18 gennaio 2024.
| N. |                        | Ruolo | Calciatore                     |
| -- | ---------------------- | ----- | ------------------------------ |
| 1  | Argentina (bandiera)   | P     | Juan Musso                     |
| 2  | Italia (bandiera)      | D     | Rafael Tolói (capitano)        |
| 3  | Svezia (bandiera)      | D     | Emil Holm                      |
| 4  | Svezia (bandiera)      | D     | Isak Hien                      |
| 6  | Argentina (bandiera)   | D     | José Luis Palomino             |
| 7  | Paesi Bassi (bandiera) | C     | Teun Koopmeiners               |
| 8  | Croazia (bandiera)     | C     | Mario Pašalić                  |
| 9  | Colombia (bandiera)    | A     | Luis Muriel                    |
| 10 | Mali (bandiera)        | A     | El Bilal Touré                 |
| 11 | Nigeria (bandiera)     | A     | Ademola Lookman                |
| 13 | Brasile (bandiera)     | C     | Éderson                        |
| 15 | Paesi Bassi (bandiera) | C     | Marten de Roon (vice capitano) |
| 17 | Belgio (bandiera)      | A     | Charles De Ketelaere           |
| 19 | Albania (bandiera)     | D     | Berat Djimsiti                 |

| N. |                                 | Ruolo | Calciatore        |
| -- | ------------------------------- | ----- | ----------------- |
| 20 | Paesi Bassi (bandiera)          | D     | Mitchel Bakker    |
| 21 | Italia (bandiera)               | D     | Nadir Zortea      |
| 22 | Italia (bandiera)               | D     | Matteo Ruggeri    |
| 23 | Bosnia ed Erzegovina (bandiera) | D     | Sead Kolašinac    |
| 25 | Francia (bandiera)              | C     | Michel Adopo      |
| 29 | Italia (bandiera)               | P     | Marco Carnesecchi |
| 31 | Italia (bandiera)               | P     | Francesco Rossi   |
| 33 | Paesi Bassi (bandiera)          | D     | Hans Hateboer     |
| 42 | Italia (bandiera)               | D     | Giorgio Scalvini  |
| 43 | Italia (bandiera)               | D     | Giovanni Bonfanti |
| 59 | Russia (bandiera)               | A     | Aleksej Mirančuk  |
| 77 | Italia (bandiera)               | C     | Davide Zappacosta |
| 90 | Italia (bandiera)               | A     | Gianluca Scamacca |
| 91 | Colombia (bandiera)             | A     | Duván Zapata      |

## Calciomercato

### Sessione estiva(dal 01/07 al 01/09)
| Acquisti         | Acquisti              | Acquisti         | Acquisti                                                 |
| R.               | Nome                  | da               | Modalità                                                 |
| ---------------- | --------------------- | ---------------- | -------------------------------------------------------- |
| P                | Marco Carnesecchi     | Cremonese        | fine prestito                                            |
| D                | Mitchel Bakker        | Bayer Leverkusen | definitivo (10 milioni €)                                |
| D                | Emil Holm             | Spezia           | prestito oneroso (2,5 milioni €) con diritto di riscatto |
| D                | Sead Kolašinac        |                  | svincolato                                               |
| D                | Nadir Zortea          | Sassuolo         | fine prestito                                            |
| C                | Michel Adopo          |                  | svincolato                                               |
| C                | Aleksej Mirančuk      | Torino           | fine prestito                                            |
| A                | El Bilal Touré        | Almería          | definitivo (31 milioni €)                                |
| A                | Charles De Ketelaere  | Milan            | prestito oneroso (3 milioni €) con diritto di riscatto   |
| A                | Giuseppe Di Serio     | Perugia          | definitivo (1,4 milioni €)                               |
| A                | Gianluca Scamacca     | West Ham Utd     | definitivo (30 milioni €)                                |
| Altre operazioni |                       |                  |                                                          |
| R.               | Nome                  | da               | Modalità                                                 |
| D                | Giorgio Cittadini     | Modena           | fine prestito                                            |
| D                | David Heidenreich     | Jablonec         | fine prestito                                            |
| D                | Marco Varnier         | SPAL             | fine prestito                                            |
| C                | Marco Carraro         | Crotone          | fine prestito                                            |
| C                | Alessandro Cortinovis | Verona           | fine prestito                                            |
| C                | Jacopo Da Riva        | Como             | fine prestito                                            |
| C                | Salvatore Elia        | Palermo          | fine prestito                                            |
| C                | Samuel Giovane        | Ascoli           | fine prestito                                            |
| C                | Emmanuel Gyabuaa      | Pescara          | fine prestito                                            |
| C                | Viktor Kovalenko      | Spezia           | fine prestito                                            |
| C                | Alessandro Mallamo    | Bari             | fine prestito                                            |
| C                | Andrea Olivieri       | Frosinone        | fine prestito                                            |
| C                | Alassane Sidibe       | Ascoli           | fine prestito                                            |
| C                | Federico Zuccon       | Lecco            | fine prestito                                            |
| A                | Christian Capone      | Reggiana         | fine prestito                                            |
| A                | Moustapha Cissé       | Südtirol         | fine prestito                                            |
| A                | Ebrima Colley         | Fatih Karagümrük | fine prestito                                            |
| A                | Sam Lammers           | Sampdoria        | fine prestito                                            |
| A                | Emmanuel Latte Lath   | San Gallo        | fine prestito                                            |
| A                | Simone Mazzocchi      | Südtirol         | fine prestito                                            |
| A                | Luca Vido             | Palermo          | fine prestito                                            |

| Cessioni         | Cessioni            | Cessioni            | Cessioni                         |
| R.               | Nome                | a                   | Modalità                         |
| ---------------- | ------------------- | ------------------- | -------------------------------- |
| P                | Marco Sportiello    | Milan               | fine contratto                   |
| D                | Merih Demiral       | Al-Ahli             | definitivo (16.6 milioni €)      |
| D                | Joakim Mæhle        | Wolfsburg           | definitivo (13 milioni €)        |
| D                | Caleb Okoli         | Frosinone           | prestito                         |
| D                | Brandon Soppy       | Torino              | prestito con diritto di riscatto |
| A                | Jérémie Boga        | Nizza               | definitivo (18 milioni €)        |
| A                | Rasmus Højlund      | Manchester Utd      | definitivo (74 milioni €)        |
| A                | Duván Zapata        | Torino              | prestito con diritto di riscatto |
| Altre operazioni |                     |                     |                                  |
| R.               | Nome                | a                   | Modalità                         |
| P                | Khadim Ndiaye       |                     | svincolato                       |
| D                | Giorgio Cittadini   | Monza               | prestito                         |
| D                | David Heidenreich   | Hradec Králové      | definitivo                       |
| C                | Marco Carraro       | SPAL                | definitivo                       |
| C                | Jacopo Da Riva      | Reggiana            | prestito                         |
| C                | Salvatore Elia      | Spezia              | definitivo                       |
| C                | Samuel Giovane      | Ascoli              | prestito                         |
| C                | Viktor Kovalenko    | Empoli              | prestito                         |
| C                | Ruslan Malinovs'kyj | Olympique Marsiglia | definitivo (10 milioni €)        |
| C                | Simone Muratore     |                     | svincolato                       |
| C                | Andrea Olivieri     | Catanzaro           | prestito                         |
| C                | Matteo Pessina      | Monza               | definitivo (13 milioni €)        |
| C                | Federico Zuccon     | Cosenza             | prestito                         |
| A                | Ebrima Colley       | Young Boys          | prestito                         |
| A                | Sam Lammers         | Rangers             | definitivo (3,5 milioni €)       |
| A                | Emmanuel Latte Lath | Middlesbrough       | definitivo (4 milioni €)         |
| A                | Simone Mazzocchi    | Cosenza             | prestito                         |
| A                | Luca Vido           | Reggiana            | definitivo                       |

### Sessione invernale (dal 02/01 al 31/01)[11]
| Acquisti         | Acquisti          | Acquisti | Acquisti                        |
| R.               | Nome              | da       | Modalità                        |
| ---------------- | ----------------- | -------- | ------------------------------- |
| D                | Isak Hien         | Verona   | definitivo (9 milioni €)        |
| Altre operazioni |                   |          |                                 |
| R.               | Nome              | da       | Modalità                        |
| D                | Brandon Soppy     | Torino   | risoluzione anticipata prestito |
| D                | Giorgio Cittadini | Monza    | risoluzione anticipata prestito |
| C                | Jacopo Da Riva    | Reggiana | risoluzione anticipata prestito |

| Cessioni         | Cessioni           | Cessioni     | Cessioni                   |
| R.               | Nome               | a            | Modalità                   |
| ---------------- | ------------------ | ------------ | -------------------------- |
| D                | Nadir Zortea       | Frosinone    | prestito                   |
| A                | Luis Muriel        | Orlando City | definitivo (1,5 milioni €) |
| Altre operazioni |                    |              |                            |
| R.               | Nome               | a            | Modalità                   |
| D                | Brandon Soppy      | Schalke 04   | prestito                   |
| D                | Giorgio Cittadini  | Genoa        | prestito                   |
| C                | Alessandro Mallamo | Südtirol     | prestito                   |
| A                | Giuseppe Di Serio  | Spezia       | prestito                   |

## Risultati

### Serie A

#### Girone di andata
| Arbitro: | Marchetti (Ostia Lido) |

|  |           |                               |
|  | Marcatori | 83’ De Ketelaere 90+3’ Zortea |

| Arbitro: | Sacchi (Macerata) |

|                          |           |            |
| Harroui 5’ Monterisi 24’ | Marcatori | 56’ Zapata |

| Arbitro: | Marcenaro (Genova) |

|                               |           |  |
| Éderson 35’ Scamacca 42’, 62’ | Marcatori |  |

| Arbitro: | Pairetto (Nichelino) |

|                                                |           |                             |
| Bonaventura 35’ Martínez Quarta 45’ Kouamé 76’ | Marcatori | 20’ Koopmeiners 53’ Lookman |

| Arbitro: | Feliciani (Teramo) |

|                         |           |  |
| Lookman 33’ Pašalić 76’ | Marcatori |  |

| Arbitro: | Dionisi (L'Aquila) |

|  |           |                 |
|  | Marcatori | 13’ Koopmeiners |

| Bergamo 1º ottobre 2023, ore 18:00 CEST 7ª giornata | Atalanta        | 0 – 0 referto | Juventus | Gewiss Stadium (14 811 spett.)\| Arbitro: \| Chiffi (Padova) \| |
| Arbitro:                                            | Chiffi (Padova) |               |          |                                                                 |

| Arbitro: | Orsato (Schio) |

|                                                   |           |                           |
| De Ketelaere 5’ (aut.) Castellanos 11’ Vecino 83’ | Marcatori | 33’ Éderson 63’ Kolašinac |

| Arbitro: | Marinelli (Tivoli) |

|                           |           |  |
| Lookman 67’ Éderson 90+5’ | Marcatori |  |

| Arbitro: | Massimi (Termoli) |

|  |           |                                  |
|  | Marcatori | 5’, 51’ Scamacca 29’ Koopmeiners |

| Arbitro: | Sozza (Seregno) |

|              |           |                                    |
| Scamacca 61’ | Marcatori | 40’ (rig.) Çalhanoğlu 57’ Martínez |

| Arbitro: | Aureliano (Bologna) |

|            |           |               |
| Walace 44’ | Marcatori | 90+2’ Éderson |

| Arbitro: | Mariani (Aprilia) |

|             |           |                              |
| Lookman 53’ | Marcatori | 44’ K'varatskhelia 79’ Elmas |

| Arbitro: | Piccinini (Forlì) |

|                                       |           |  |
| Zapata 22’, 90+5’ Sanabria 56’ (rig.) | Marcatori |  |

| Arbitro: | La Penna (Roma 1) |

|                               |           |                        |
| Lookman 38’, 55’ Muriel 90+5’ | Marcatori | 45+3’ Giroud 80’ Jović |

| Arbitro: | Feliciani (Teramo) |

|                                                      |           |            |
| Muriel 47’ Pašalić 52’ De Ketelaere 83’ Mirančuk 89’ | Marcatori | 10’ Pirola |

| Arbitro: | Rapuano (Rimini) |

|              |           |  |
| Ferguson 86’ | Marcatori |  |

| Arbitro: | Manganiello (Pinerolo) |

|             |           |  |
| Lookman 58’ | Marcatori |  |

| Arbitro: | Aureliano (Bologna) |

|                   |           |                |
| Dybala 39’ (rig.) | Marcatori | 8’ Koopmeiners |

#### Girone di ritorno
| Arbitro: | Prontera (Bologna) |

|                                                                            |           |  |
| Koopmeiners 8’ (rig.) Éderson 13’ De Ketelaere 14’ Zappacosta 83’ Holm 90’ | Marcatori |  |

| Arbitro: | Colombo (Como) |

|                                                     |           |  |
| Darmian 26’ Martínez 45+1’ Dimarco 54’ Frattesi 72’ | Marcatori |  |

| Arbitro: | Piccinini (Forlì) |

|                             |           |  |
| Mirančuk 33’ Scamacca 45+1’ | Marcatori |  |

| Arbitro: | Guida (Torre Annunziata) |

|                                          |           |                     |
| Pašalić 16’ De Ketelaere 43’ (rig.), 76’ | Marcatori | 84’ (rig.) Immobile |

| Arbitro: | Colombo (Como) |

|                 |           |                                                                 |
| Malinovskyi 51’ | Marcatori | 22’ De Ketelaere 55’ Koopmeiners 90+10’ Zappacosta 90+13’ Touré |

| Arbitro: | Prontera (Bologna) |

|                                        |           |  |
| Pašalić 22’ Koopmeiners 58’ Bakker 75’ | Marcatori |  |

| Arbitro: | Orsato (Schio) |

|         |           |                        |
| Leão 3’ | Marcatori | 42’ (rig.) Koopmeiners |

| Arbitro: | La Penna (Roma 1) |

|             |           |                                 |
| Lookman 28’ | Marcatori | 57’ (rig.) Zirkzee 61’ Ferguson |

| Arbitro: | Guida (Torre Annunziata) |

|                        |           |                      |
| Cambiaso 66’ Milik 70’ | Marcatori | 35’, 75’ Koopmeiners |

| Arbitro: | Orsato (Schio) |

|                          |           |                                |
| Lookman 12’ Scalvini 32’ | Marcatori | 6’, 45+1’ Belotti 19’ González |

| Arbitro: | Pairetto (Nichelino) |

|  |           |                                           |
|  | Marcatori | 26’ Mirančuk 45’ Scamacca 88’ Koopmeiners |

| Arbitro: | Rapuano (Rimini) |

|                       |           |              |
| Augello 42’ Viola 88’ | Marcatori | 13’ Scamacca |

| Arbitro: | Sacchi (Macerata) |

|                          |           |                        |
| Scamacca 13’ Éderson 16’ | Marcatori | 56’ Lazović 60’ Noslin |

| Arbitro: | Giua (Olbia) |

|             |           |                                  |
| Maldini 89’ | Marcatori | 44’ De Ketelaere 72’ Bilal Touré |

| Arbitro: | Fabbri (Ravenna) |

|                                |           |  |
| Pašalić 42’ (rig.) Lookman 51’ | Marcatori |  |

| Arbitro: | Feliciani (Teramo) |

|              |           |                              |
| Tchaouna 18’ | Marcatori | 57’ Scamacca 63’ Koopmeiners |

| Arbitro: | Guida (Torre Annunziata) |

|                       |           |                       |
| De Ketelaere 18’, 20’ | Marcatori | 66’ (rig.) Pellegrini |

| Arbitro: | Rapuano (Rimini) |

|  |           |                               |
|  | Marcatori | 48’ De Ketelaere 53’ Scamacca |

| Arbitro: | Sozza (Seregno) |

|                                             |           |  |
| Scamacca 26’ Lookman 43’ Pašalić 71’ (rig.) | Marcatori |  |

### Coppa Italia

#### Fase finale
| Arbitro: | Santoro (Messina) |

|                                    |           |              |
| De Ketelaere 24’, 63’ Mirančuk 71’ | Marcatori | 90+5’ Boloca |

| Arbitro: | Di Bello (Brindisi) |

|          |           |                               |
| Leão 45’ | Marcatori | 45+2’, 59’ (rig.) Koopmeiners |

| Arbitro: | Mariani (Aprilia) |

|                |           |  |
| Mandragora 31’ | Marcatori |  |

| Arbitro: | La Penna (Roma 1) |

|                                                         |           |                     |
| Koopmeiners 8’ Scamacca 75’ Lookman 90+5’ Pašalić 90+8’ | Marcatori | 68’ Martínez Quarta |

| Arbitro: | Maresca (Napoli) |

|  |           |             |
|  | Marcatori | 4’ Vlahović |

### UEFA Europa League

#### Fase a gironi
| Arbitro: | Reinshreiber |

|                              |           |  |
| De Ketelaere 49’ Éderson 66’ | Marcatori |  |

| Arbitro: | Hernández Hernández |

|                     |           |                          |
| Gyökeres 76’ (rig.) | Marcatori | 33’ Scalvini 43’ Ruggeri |

| Arbitro: | Strukan |

|                                 |           |                          |
| Prass 13’ Włodarczyk 80’ (rig.) | Marcatori | 34’, 45+7’ (rig.) Muriel |

| Arbitro: | Brisard |

|              |           |  |
| Djimsiti 50’ | Marcatori |  |

| Arbitro: | Oliver |

|              |           |             |
| Scamacca 23’ | Marcatori | 56’ Edwards |

| Arbitro: | Jorgji |

|  |           |                                                 |
|  | Marcatori | 14’, 73’ Muriel 26’ Bonfanti 90+2’ De Ketelaere |

#### Fase a eliminazione diretta
| Arbitro: | Siebert |

|              |           |              |
| Paulinho 17’ | Marcatori | 39’ Scamacca |

| Arbitro: | Schärer |

|                          |           |               |
| Lookman 46’ Scamacca 59’ | Marcatori | 33’ Gonçalves |

| Arbitro: | Umut Meler |

|  |           |                               |
|  | Marcatori | 38’, 60’ Scamacca 83’ Pašalić |

| Arbitro: | Letexier |

|  |           |                 |
|  | Marcatori | 7’ (rig.) Salah |

| Arbitro: | Siebert |

|            |           |              |
| Mbemba 20’ | Marcatori | 11’ Scamacca |

| Arbitro: | Gil Manzano |

|                                     |           |  |
| Lookman 30’ Ruggeri 52’ Touré 90+5’ | Marcatori |  |

#### Finale
| Arbitro: | Kovács |

|                       |           |  |
| Lookman 12’, 26’, 75’ | Marcatori |  |

## Statistiche

### Statistiche di squadra
| Competizione  | Punti | In casa | In casa | In casa | In casa | In casa | In casa | In trasferta | In trasferta | In trasferta | In trasferta | In trasferta | In trasferta | In campo neutro | In campo neutro | In campo neutro | In campo neutro | In campo neutro | In campo neutro | Totale | Totale | Totale | Totale | Totale | Totale | DR  |
| Competizione  | Punti | G       | V       | N       | P       | Gf      | Gs      | G            | V            | N            | P            | Gf           | Gs           | G               | V               | N               | P               | Gf              | Gs              | G      | V      | N      | P      | Gf     | Gs     | DR  |
| ------------- | ----- | ------- | ------- | ------- | ------- | ------- | ------- | ------------ | ------------ | ------------ | ------------ | ------------ | ------------ | --------------- | --------------- | --------------- | --------------- | --------------- | --------------- | ------ | ------ | ------ | ------ | ------ | ------ | --- |
| Serie A       | 69    | 19      | 13      | 2       | 4       | 42      | 16      | 19           | 8            | 4            | 7            | 30           | 26           | -               | -               | -               | -               | -               | -               | 38     | 21     | 6      | 11     | 72     | 42     | +30 |
| Coppa Italia  | -     | 2       | 2       | 0       | 0       | 7       | 2       | 2            | 1            | 0            | 1            | 2            | 2            | 1               | 0               | 0               | 1               | 0               | 1               | 5      | 3      | 0      | 2      | 9      | 5      | +4  |
| Europa League | 14    | 6       | 4       | 1       | 1       | 9       | 3       | 6            | 3            | 3            | 0            | 13           | 5            | 1               | 1               | 0               | 0               | 3               | 0               | 13     | 8      | 4      | 1      | 25     | 8      | +17 |
| Totale        | -     | 27      | 19      | 3       | 5       | 58      | 21      | 27           | 12           | 7            | 8            | 45           | 33           | 2               | 1               | 0               | 1               | 3               | 1               | 56     | 32     | 10     | 14     | 106    | 55     | +51 |

### Andamento in campionato
| Giornata  | 1 | 2 | 3 | 4  | 5 | 6 | 7 | 8 | 9 | 10 | 11 | 12 | 13 | 14 | 15 | 16 | 17 | 18 | 19 | 20 | 21 | 22 | 23 | 24 | 25 | 26 | 27 | 28 | 29 | 30 | 31 | 32 | 33 | 34 | 35 | 36 | 37 | 38 |
| --------- | - | - | - | -- | - | - | - | - | - | -- | -- | -- | -- | -- | -- | -- | -- | -- | -- | -- | -- | -- | -- | -- | -- | -- | -- | -- | -- | -- | -- | -- | -- | -- | -- | -- | -- | -- |
| Luogo     | T | T | C | T  | C | T | C | T | C | T  | C  | T  | C  | T  | C  | C  | T  | C  | T  | C  | T  | C  | C  | T  | C  | T  | C  | T  | C  | T  | T  | C  | T  | C  | T  | C  | T  | C  |
| Risultato | V | P | V | P  | V | V | N | P | V | V  | P  | N  | P  | P  | V  | V  | P  | V  | N  | V  | P  | V  | V  | V  | V  | N  | P  | N  | P  | V  | P  | N  | V  | V  | V  | V  | V  | V  |
| Posizione | 1 | 8 | 5 | 10 | 6 | 4 | 6 | 6 | 6 | 4  | 5  | 5  | 7  | 8  | 8  | 7  | 8  | 6  | 6  | 5  | 5  | 4  | 4  | 4  | 4  | 5  | 6  | 6  | 4  | 6  | 6  | 6  | 6  | 6  | 5  | 5  | 4  | 4  |

Fonte:  Serie A – Classifica, su legaseriea.it.
Legenda:

Luogo: C = Casa; T = Trasferta. Risultato: V = Vittoria; N = Pareggio; P = Sconfitta.

### Statistiche dei giocatori
| Giocatore       | Serie A  | Serie A | Serie A     | Serie A    | Coppa Italia | Coppa Italia | Coppa Italia | Coppa Italia | Europa League | Europa League | Europa League | Europa League | Totale   | Totale | Totale      | Totale     |
| Giocatore       | Presenze | Reti    | Ammonizioni | Espulsioni | Presenze     | Reti         | Ammonizioni  | Espulsioni   | Presenze      | Reti          | Ammonizioni   | Espulsioni    | Presenze | Reti   | Ammonizioni | Espulsioni |
| --------------- | -------- | ------- | ----------- | ---------- | ------------ | ------------ | ------------ | ------------ | ------------- | ------------- | ------------- | ------------- | -------- | ------ | ----------- | ---------- |
| M. Adopo        | 10       | 0       | 0           | 0          | 0            | 0            | 0            | 0            | 1             | 0             | 0             | 0             | 11       | 0      | 0           | 0          |
| M. Bakker       | 14       | 1       | 1           | 0          | 1            | 0            | 0            | 0            | 5             | 0             | 1             | 0             | 20       | 1      | 2           | 0          |
| G. Bonfanti     | 2        | 0       | 0           | 0          | 0            | 0            | 0            | 0            | 1             | 1             | 1             | 0             | 3        | 1      | 1           | 0          |
| M. Carnesecchi  | 27       | -30     | 0           | 0          | 4            | -4           | 0            | 0            | 1             | -0            | 0             | 0             | 32       | -34    | 0           | 0          |
| M. Cissé        | 0        | 0       | 0           | 0          | 0            | 0            | 0            | 0            | 1             | 0             | 0             | 0             | 1        | 0      | 0           | 0          |
| C. De Ketelaere | 34       | 10      | 1           | 0          | 4            | 2            | 0            | 0            | 11            | 2             | 0             | 0             | 49       | 14     | 1           | 0          |
| M. de Roon      | 30       | 0       | 10          | 0          | 5            | 0            | 1            | 0            | 10            | 0             | 2             | 0             | 45       | 0      | 13          | 0          |
| T. De Nipoti    | 0        | 0       | 0           | 0          | 0            | 0            | 0            | 0            | 1             | 0             | 0             | 0             | 1        | 0      | 0           | 0          |
| T. Del Lungo    | 0        | 0       | 0           | 0          | 0            | 0            | 0            | 0            | 1             | 0             | 0             | 0             | 1        | 0      | 0           | 0          |
| B. Djimsiti     | 37       | 0       | 5           | 0          | 5            | 0            | 1            | 0            | 12            | 1             | 3             | 0             | 54       | 1      | 9           | 0          |
| Éderson         | 36       | 6       | 8           | 0          | 5            | 0            | 1            | 0            | 12            | 1             | 1             | 0             | 53       | 7      | 10          | 0          |
| H. Hateboer     | 23       | 0       | 5           | 0          | 2            | 0            | 0            | 0            | 7             | 0             | 0             | 0             | 32       | 0      | 5           | 0          |
| I. Hien         | 16       | 0       | 3           | 0          | 4            | 0            | 1            | 0            | 6             | 0             | 3             | 0             | 26       | 0      | 7           | 0          |
| E. Holm         | 22       | 1       | 5           | 0          | 3            | 0            | 0            | 0            | 7             | 0             | 2             | 0             | 32       | 1      | 7           | 0          |
| S. Kolašinac    | 30       | 1       | 4           | 0          | 4            | 0            | 1            | 0            | 9             | 0             | 1             | 0             | 43       | 1      | 6           | 0          |
| T. Koopmeiners  | 34       | 12      | 5           | 0          | 5            | 3            | 0            | 0            | 12            | 0             | 12            | 0             | 51       | 15     | 17          | 0          |
| A. Lookman      | 31       | 11      | 4           | 0          | 3            | 1            | 0            | 0            | 11            | 5             | 2             | 0             | 45       | 17     | 6           | 0          |
| L. Mendicino    | 1        | 0       | 0           | 0          | 0            | 0            | 0            | 0            | 1             | 0             | 0             | 0             | 2        | 0      | 0           | 0          |
| A. Mirančuk     | 27       | 3       | 1           | 0          | 5            | 1            | 1            | 0            | 10            | 0             | 0             | 0             | 42       | 4      | 2           | 0          |
| L. Muriel       | 18       | 2       | 0           | 0          | 2            | 0            | 0            | 0            | 5             | 4             | 0             | 0             | 25       | 6      | 0           | 0          |
| J. Musso        | 11       | -12     | 0           | 0          | 1            | -1           | 0            | 0            | 12            | -8            | 0             | 0             | 24       | -21    | 0           | 0          |
| J. Palomino     | 4        | 0       | 0           | 0          | 1            | 0            | 0            | 0            | 1             | 0             | 0             | 0             | 6        | 0      | 0           | 0          |
| M. Palestra     | 0        | 0       | 0           | 0          | 0            | 0            | 0            | 0            | 1             | 0             | 0             | 0             | 1        | 0      | 0           | 0          |
| M. Pašalić      | 34       | 6       | 3           | 0          | 5            | 1            | 0            | 0            | 11            | 1             | 0             | 0             | 50       | 8      | 3           | 0          |
| F. Rossi        | 1        | -0      | 0           | 0          | 0            | 0            | 0            | 0            | 1             | -0            | 0             | 0             | 2        | 0      | 0           | 0          |
| M. Ruggeri      | 34       | 0       | 3           | 0          | 4            | 0            | 0            | 0            | 10            | 2             | 1             | 0             | 48       | 2      | 4           | 0          |
| G. Scalvini     | 33       | 1       | 3           | 0          | 3            | 0            | 0            | 0            | 8             | 1             | 3             | 0             | 44       | 2      | 6           | 0          |
| G. Scamacca     | 29       | 12      | 1           | 0          | 4            | 1            | 2            | 0            | 11            | 6             | 2             | 0             | 44       | 19     | 5           | 0          |
| R. Tolói        | 18       | 0       | 6           | 1          | 1            | 0            | 1            | 0            | 5             | 0             | 1             | 0             | 24       | 0      | 8           | 1          |
| E.B. Touré      | 11       | 2       | 2           | 0          | 2            | 0            | 0            | 0            | 4             | 1             | 0             | 0             | 17       | 3      | 2           | 0          |
| D. Zapata       | 2        | 1       | 0           | 0          | 0            | 0            | 0            | 0            | 0             | 0             | 0             | 0             | 2        | 1      | 0           | 0          |
| D. Zappacosta   | 31       | 2       | 5           | 0          | 4            | 0            | 0            | 0            | 11            | 0             | 2             | 0             | 46       | 2      | 7           | 0          |
| N. Zortea       | 5        | 1       | 1           | 0          | 1            | 0            | 0            | 0            | 1             | 0             | 0             | 0             | 7        | 1      | 1           | 0          |